# António Guerreiro Tello
António Guerreiro Tello (Lagos, 14 de Novembro de 1895 — Lisboa, 9 de Setembro de 1980), foi um médico cirurgião português.

## Biografia

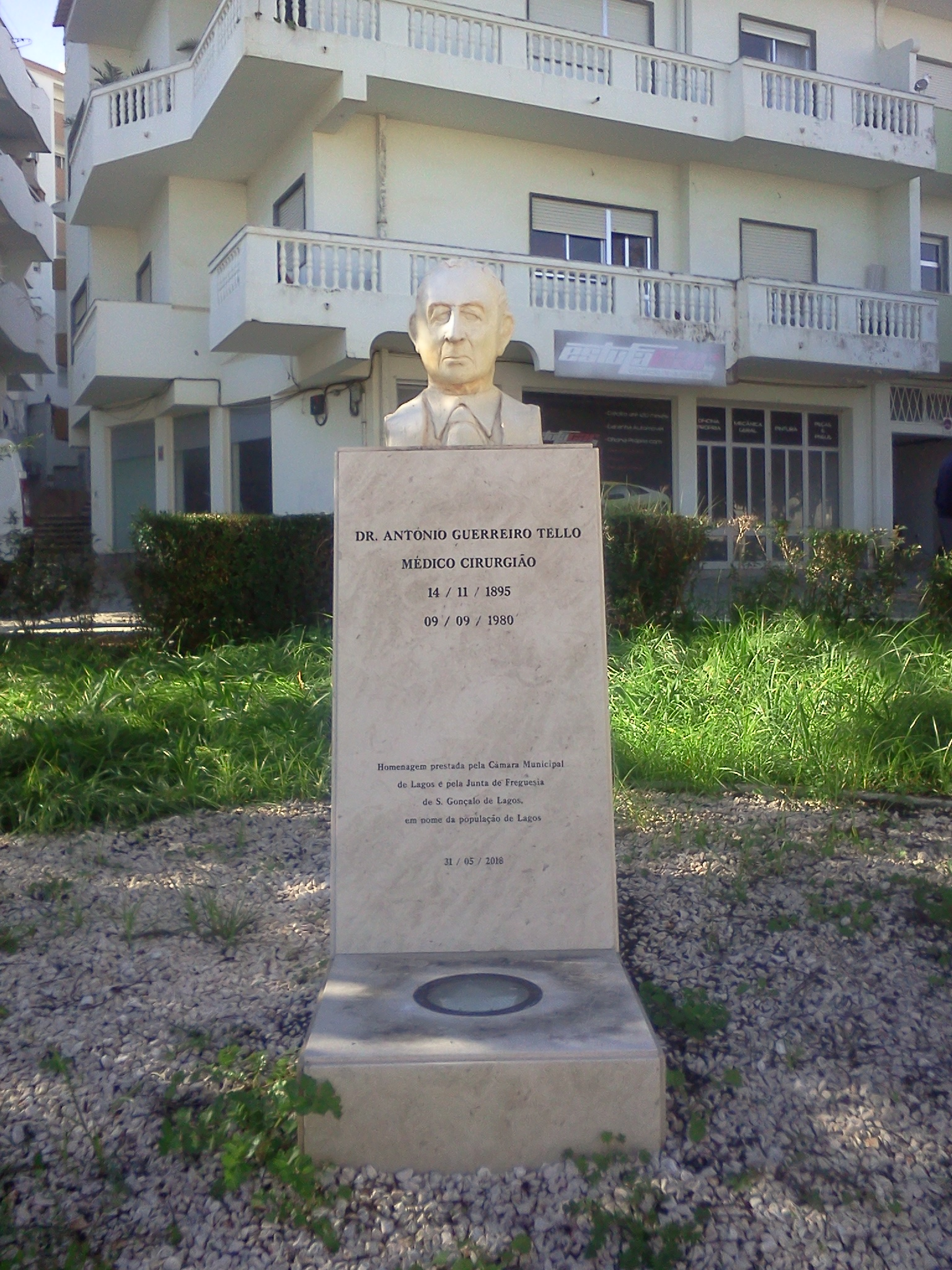
Busto de Guerreiro Tello, na cidade de Lagos.

### Nascimento e formação
Nasceu na antiga Freguesia de São Sebastião, em Lagos, em 14 de Novembro de 1895, filho de Maria José Guerreiro Tello e João Pedro Correia Tello. Cumpriu os estudos primários nesta cidade, e realizou os estudos liceais no Liceu Passos Manuel, em Lisboa. Ingressou na Faculdade de Medicina de Lisboa, tendo concluído, com mérito, o curso de medicina em 1919.

### Carreira profissional
Enquanto estudava em Lisboa, colaborou em Lagos com José Ribeiro Faria e Silva, durante a Gripe de 1918. Depois de terminar o curso, exerceu numa clínica em Tavira, e depois em Vidigueira, acabando por se fixar em Lagos. Foi médico de clínica geral e cirurgião no Hospital de Lagos, onde se popularizou pelo tratamento da camada mais desfavorecida da população. Possuía igualmente um consultório particular, na Rua Cândido dos Reis. Dedicou-se ao tratamento da tuberculose, enfermidade que naquela altura estava a grassar em Lagos, tendo viajado por várias vezes até à Suíça, para estudar os últimos progressos contra a doença. Estudou, igualmente, várias epidemias, tendo desempenhado um papel importante na detecção das suas origens em águas contaminadas.
Entre 1938 e 1940, desempenhou o cargo de provedor na Santa Casa da Misericórdia de Lagos, e nas décadas de 1940 e 1950 formou uma equipa de cirurgia, junto com Henrique Balté e Rodrigues Clarinha, que granjeou uma grande reputação em todo o sul do país. Exerceu igualmente como sub-delegado e delegado de saúde, e foi médico do Montepio, dos caminhos de ferro, e do pessoal do Farol do Cabo de São Vicente.
Também se afirmou como um grande declamador, e colaborou regulamente na imprensa local.

### Casamento e morte
Casou com Josefa Margarida Pimenta Formosinho Tello, em 25 de Março de 1920.
Faleceu em 9 de Setembro de 1980, no Hospital CUF de Lisboa, na Freguesia de São Domingos de Benfica.

## Homenagens
Em 12 de Maio de 1970, a Câmara Municipal de Lagos decidiu colocar o seu nome numa rua da Freguesia de São Sebastião, no Concelho de Lagos.